# Huffyuv
HuffYUV – bezstratny kodek do kompresji filmów. Charakteryzuje się tym, że przy dwukrotnym stopniu kompresji nie traci w ogóle informacji na temat obrazu. Dane skompresowane za jego pomocą nadają się więc idealnie do dalszej obróbki. HuffYUV używa tylko klatek kluczowych, czyli takich, które są całkowicie niezależne od pozostałych i zawierają dokładny opis całego swojego obrazu. (Bardziej zaawansowane algorytmy kompresji takie jak choćby algorytm MPEG-4 wykorzystują jednak fakt, że często kolejne klatki sekwencji nieznacznie różnią się od poprzednich i dlatego poza klatkami kluczowymi używają klatek różnicowych.)

## Pochodzenie nazwy
Nazwa kodeka pochodzi od skrótu YUV, który oznacza pracę kodeka w przestrzeni kolorów YUV (określającą barwy za pomocą chrominancji i luminacji – w przeciwieństwie do przestrzeni RGB, gdzie barwy określane są nasyceniami barw składowych), zaś Huff jest po prostu skrótem od nazwiska Huffman, lub raczej od popularnej nazwy zaproponowanego przez niego prostego algorytmu kompresji danych.